# 李质 (1914年)
李质（1914年—1975年），男，湖北黄安人，中华人民共和国政治人物，曾任中共包头市委书记，内蒙古自治区人民委员会副主席。